# Playlist: The Very Best of Backstreet Boys
Playlist: The Very Best of Backstreet Boys es el segundo álbum recopilatorio realizado por Backstreet Boys, las grabaciones originales fueron remasterizadas. Es parte de una serie de discos similares emitidos por Sony Music, la compañía matriz de RCA y Jive Records.
Su lanzamiento fue el 26 de enero de 2010 e incluye un archivo PDF que contiene los créditos de las canciones, fotografías y notas.

## Lista de canciones
1. Quit Playing Games (With My Heart) [Video Version]
2. As Long as You Love Me
3. Everybody (Backstreet's Back) [Extended Version]
4. I'll Never Break Your Heart
5. All I Have to Give
6. I Want It That Way
7. Show Me the Meaning of Being Lonely
8. Shape of My Heart
9. More Than That
10. Drowning
11. Larger Than Life
12. Incomplete
13. Just Want You to Know
14. Inconsolable